# Rue de Thou
La rue de Thou est une impasse du 1er arrondissement de la ville de Lyon, en France. Elle est située sur les pentes de la Croix-Rousse, au niveau de la montée Saint-Sébastien et de la place Croix-Paquet, à laquelle elle est perpendiculaire.

## Origine du nom
Cette voie est dénommée d'après François-Auguste de Thou (Paris, 24 août 1604 - Lyon 12 septembre 1642), magistrat français, conseiller d'État sous le règne de Louis XIII. Jugé coupable d'avoir comploté avec le marquis de Cinq-Mars contre le cardinal de Richelieu, il est emprisonné au château de Pierre-Scize, condamné à mort pour crime de lèse-majesté et décapité place des Terreaux le 12 septembre 1642.
La rue de Thou est attestée en 1815.

## Histoire
Au numéro 7 de la rue se situait, au début des années 1990, le squat dit « du Rap'Thou », qui occupait les murs d'une ancienne usine aujourd'hui détruite. Ce lieu a été au centre de l'actualité lors des émeutes et des violences policières qui ont agité la vie du quartier en 1992.

## Lieux remarquables
- Au numéro 2 de la rue se trouve A Thou Bout d'Chant, une salle de spectacle de 80 places spécialisée dans la chanson française.

- Au numéro 4 de la rue, l'immeuble, dont notamment le portail donnant accès à l'escalier du couvent, ainsi que l'escalier, fait l’objet d’un classement au titre des monuments historiques depuis 1981[3].